# L Cinema
L Cinema曾經是香港戲院之一，由韓國樂天集團營運，位於筲箕灣望隆街銀河廣場2樓，原名為「Lotte Cinema」，但後來改名為「L Cinema」，於2016年2月8日開始營業，原址前身為筲箕灣戲院及新金明戲院。
因2019冠狀病毒病疫情肆虐全球及租約期滿，已於2020年8月28日結業。及後由嘉禾接手經營，更名「嘉禾銀河廣場」，至2025年6月29日結業。

## 簡介
L Cinema有2間影院，提供174個座位。提供 3D 播映系統、4K 銀幕及杜比 7.1 數碼環迴立體聲音響系統。

## 外部連結
- L Cinema官方FaceBook 專頁 （页面存档备份，存于）